# Abraham Vater
Abraham Vater, född den 9 december 1684, död den 18 november 1751, var en tysk anatom och botaniker.

## Biografi
Vater började studera i Wittenberg 1702, först filosofi och sedan medicin. År 1706 tog han en doktorsexamen i filosofi och fyra år senare en i medicin (då i Leipzig). År 1719 utnämndes han till extra ordinarie professor i anatomi och botanik vid Wittenbergs universitet och 13 år senare blev han ordinarie professor i samma ämnen. År 1746 utsågs han till professor i terapi, en tjänst som han innehade fram till sin död.
Förutom att ha skrivit en rad verk om botanik, kirurgi, gynekologi, kemi, patologi och farmakologi grundade han även ett anatomiskt museum samt företog anatomiska demonstrationer för kvinnor. Han har givit namn åt Vater–Pacinis kroppar (tillsammans med Filippo Pacini).